# Yvonne Reungoat

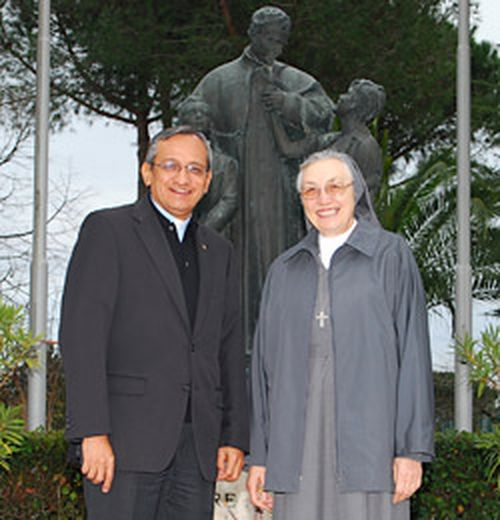
Yvonne Reungoat mit Pascual Chávez, dem Generaloberen der Salesianer Don Boscos

Yvonne Reungoat FMA (* 14. Januar 1945 in Plouénan in der Bretagne/Frankreich) ist eine französische Ordensschwester und ehemalige Generaloberin der Don-Bosco-Schwestern. 

## Leben
Nach einem Studium der Pädagogik mit den Fächern Geschichte und Geographie an der Universität Lyon unterrichtete sie elf Jahre lang an einer Berufsschule.
Von 1983 bis 1989 leitete sie die französische Provinz „Sacro Cuore“, ging anschließend nach Afrika, wo sie 1992 die erste Provinzoberin der Provinz „Madre di Dio“ mit Sitz in der Elfenbeinküste wurde. Im Aufbau der neu gegründeten Werke in Westafrika legte sie vor allem auf die Ausbildung der jungen afrikanischen Schwestern, auf die Gründung von Jugend- und Schulzentren sowie auf die Förderung von Frauenprojekten Wert.
Seit 1996 war sie Mitglied des Generalrats, seit 2002 als Generalvikarin. In dieser Funktion war sie für die vier internationalen Gemeinschaften in Rom verantwortlich. Im Oktober 2008 wurde sie die zehnte Generaloberin der Don-Bosco-Schwestern. Sie folgte als erste Nichtitalienerin in der 136-jährigen Geschichte der Ordensgemeinschaft Madre Antonia Colombo nach.
Am 5. April 2018 wurde sie im Rahmen der 65. Nationalversammlung der italienischen Ordensoberinnenkonferenz zu ihrer neuen Präsidentin gewählt. Sie löst als Nachfolgerin Mutter Regina Cesarato an der Spitze der Ordensoberinnenkonferenz ab, die 600 Kongregationen in ganz Italien repräsentiert. Sie verwies bei dieser Gelegenheit auf die Herausforderung der Migration, die es erfordere diese Menschen zu integrieren und zu begleiten, um eine neue interkulturelle Generation zu formen.
Am 8. Juli 2019 ernannte sie Papst Franziskus neben sechs weiteren Frauen für fünf Jahre zum Mitglied der Kongregation für die Institute geweihten Lebens und für die Gesellschaften apostolischen Lebens. Sie gehörte damit zu den ersten Frauen dieser Kongregation.
Papst Franziskus ernannte sie am 13. Juli 2022 zum Mitglied des Dikasteriums für die Bischöfe.

## Ehrungen und Auszeichnungen
- Medaille der Ehrenlegion (2012)
- Ernennung zum Offizier der Ehrenlegion (2021)[6]